# Martinpuich
Martinpuich település Franciaországban, Pas-de-Calais megyében. Lakosainak száma 179 fő (2022. január 1.). Martinpuich Le Sars, Bazentin, Contalmaison, Courcelette, Flers és Longueval községekkel határos.

## Népesség
A település népességének változása:
| Lakosok száma | 201  | 200  | 198  | 196  | 196  | 194  | 192  | 186  | 179  |
|               | 2013 | 2015 | 2016 | 2017 | 2018 | 2019 | 2020 | 2021 | 2022 |